# Ārtī
L’Ārtī ou āratī (hindi : आरती) est un rituel hindou dans lequel la lumière de mèches imbibées de ghī ou de camphre est offerte à une ou plusieurs déités. L'Ārtī est généralement exécuté deux à cinq fois par jour, le matin et le soir.
Les bénédictions de la divinité ainsi célébrée se répandent alors sur ses fidèles, qui accompagnent généralement le rituel de chants ārtī.

## Origine
Il provient peut-être du rituel védique du feu appelé homa. Le mot se réfère peut-être aussi au chant hindou traditionnel qui est chanté pendant la cérémonie. L'Ārtī est accompli et chanté pour laisser s'épanouir tout son amour pour le Dieu ; En sanscrit « Ā » signifie « vers », et « ratī » signifie la « vertu », ou ce qui est droit.

## Rituel

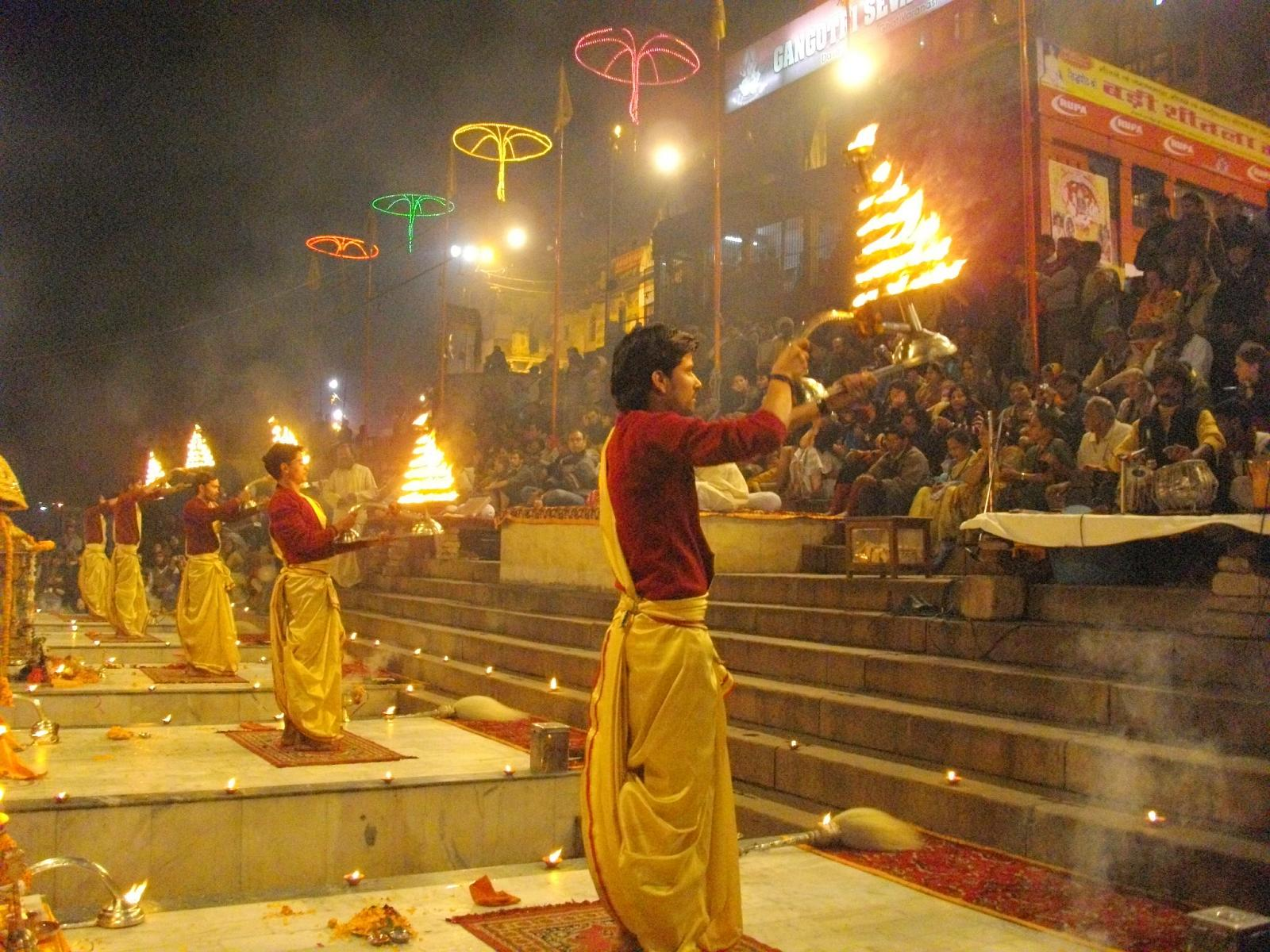
Ārtī du soir en l'honneur de la déesse Gangā, près du ghat de Dashashwamedh (« le sacrifice des dix chevaux »), à Bénarès.

Les ārtī sont généralement célébrés deux à cinq fois par jour, et le plus souvent à la fin d'une  pūjā ou d'un bhajan.
Lors des ārtī, le prêtre fait circuler, parmi toutes les personnes présentes, un plateau de cérémonie autour d'une personne ou d'une divinité (deva) ; ce rituel est généralement accompagné de chants célébrant la divinité ou la personne en question. Ce faisant, le plateau (thali) est supposé acquérir la puissance de la divinité.
Les participants mettent leurs mains en coupe au-dessus de la flamme, puis portent leurs paumes à leur front, en une bénédiction purificatrice qui, après être venue de la divinité jusqu'à la flamme, se répand maintenant sur les fidèles.

## Chants pour lesārtī

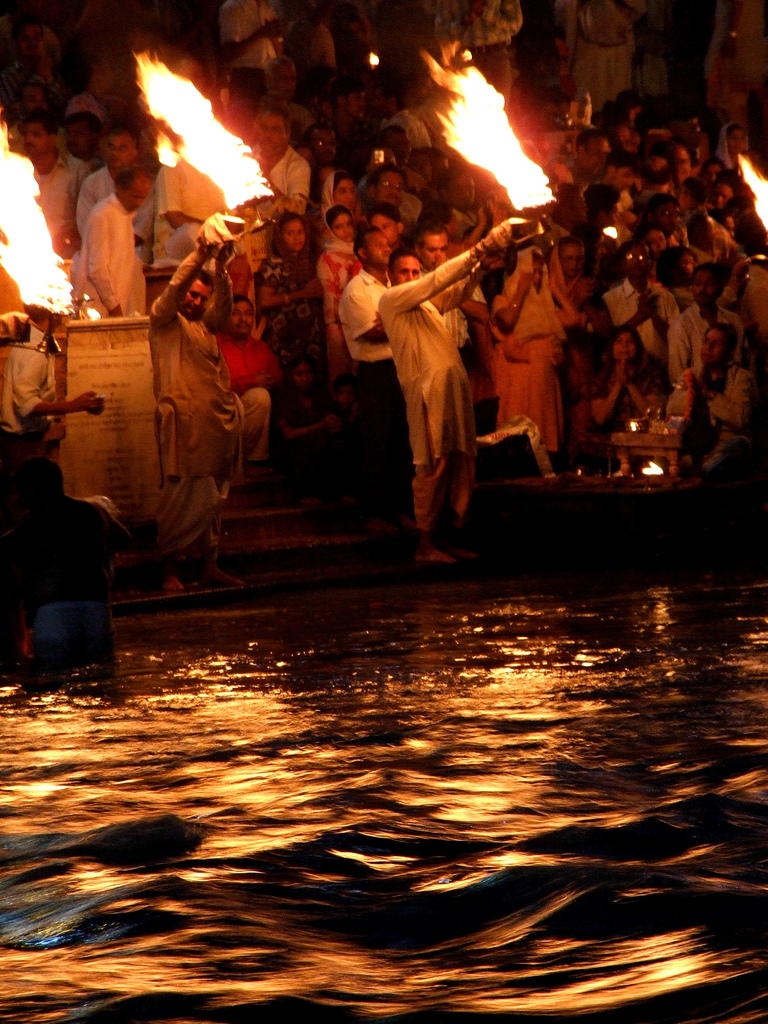
Ārtī en l'honneur de la déesse Gangā, à l’Har-ki-Pauri, Haridwar.

L'hindouisme a une longue tradition de chants ārtī, généralement simplement appelés ārtī, chantés pour accompagner les rituels des ārtī. Ils glorifient la divinité en l'honneur de laquelle l’ārtī est célébré, et des variations existent de ces chants, selon les différentes sectes religieuses. Il peut arriver que ces chants incluent de courts passages évoquant la vie des divinités.
Le chant le plus fréquemment entendu est celui qui est dédié à Ganapati, le Om Jaya Jagadīśa Hare, connu comme « l’ārtī universel ». Il en existe des variantes pour d'autres divinités. Dans les temples (mandir) de Swaminarayan, c'est le chant Jaya Sadguru Swami qu'il convient de chanter.

## Dans le sikhisme
Dans le sikhisme, Guru Nanak a écrit sur l'arti, page 13 du Guru Granth Sahib, le livre saint des sikhs. Dans ces versets, le premier gourou explique que les lumières allumées sur le plateau cérémoniel sont comme le soleil, la lune et les étoiles. Il compare aussi l'encens qui se consume aux odeurs des arbres.